# Cunnersdorfer Wasser
Das Cunnersdorfer Wasser ist ein Quellbach des Löbauer Wassers in Sachsen.
Es entsteht in 450 m Höhe am Nordosthang des Kottmar aus den Wassern des Buchenborn, Fichtenborn und Birkenborn. Nach Vereinigung der Quellwasser fließt der Bach nach Norden. An seinem Lauf erstrecken sich die Orte Obercunnersdorf, Niedercunnersdorf und Seitenschweidnitz. Anschließend nimmt das Cunnersdorfer Wasser rechtsseitig den von Ottenhain zufließenden Krummbach auf. An der Zimmermühle im Löbauer Ortsteil Ebersdorf im Liebesdörfel vereinigt sich der Bach nach 7 km mit dem Großschweidnitzer Wasser zum Löbauer Wasser.
Das Cunnersdorfer Wasser ist der wasserärmere Quellbach, seine Wasserkraft wurde vor der Einführung modernerer Antriebsmöglichkeiten vor allem in Niedercunnersdorf von zahlreichen Mühlen genutzt. Das ursprünglich fischreiche Gewässer unterstand seit dem Mittelalter im Unterlauf dem Fischereirecht der Stadt Löbau. Mit der Errichtung textilverarbeitender Betriebe in Obercunnersdorf, die seit dem 19. Jahrhundert ihre Abwässer dem Bach zuführten, ging der Fischbestand zugrunde. Die letzten Forellen und Flusskrebse wurden zum Ende des 19. Jahrhunderts gesichtet.
Nach der Stilllegung der meisten Industriebetriebe und Kanalisierung der häuslichen Abwässer hat das Cunnersdorfer Wasser heute wieder die Güteklasse II erreicht.